# Taepodong-2
El Taepodong-2 (TD-2), (en coreà: 대포동-2, "gran canó") és el nom que rep un tipus de míssil balístic nord-coreà de tres etapes, dissenyat per succeir al Taepodong-1. Se sap molt poc sobre les especificacions i característiques del Taepodong-2. El 5 de juliol de 2006 va haver-hi una sèrie de proves balístiques durant les quals es va llançar un d'ells. D'acord amb les informacions preliminars, va explotar en l'aire després d'uns 40 segons de vol.
Basant-se en la grandària, el tipus de combustible que usa i la probable quantitat del mateix, es calcula que una variant de dues etapes tindria un abast d'uns 4.000 km, i la variant de tres etapes aconseguiria els 4.500 km, convertint-ho presumiblement en el míssil amb major abast de l'arsenal nord-coreà. El temps de propulsió de cada etapa és d'uns 100 s, permetent que el míssil es mantingui propulsado durant uns 5 o 6 minuts..॥॥ Les futures variants ho dotaran, possiblement, d'un abast de fins a 9.000 km, fent-ho comparable en aquest aspecte als ICBM de tipus LGM-30 Minuteman fabricats per Boeing. No obstant això, els Minuteman són totalment diferents als Taepodong-2 en precisió, fiabilitat i capacitat de càrrega. Amb un abast màxim, s'estima que el Taepodong-2 podria portar una càrrega de 50 a 250 kg. Això suposa un ordre de magnitud inferior a la massa que, probablement, tingui qualsevol de les ogives nuclears nord-coreanes.

## Detalls
D'acord amb Kim Kil Son, extreballador en un dels principals centres de recerca nord-coreans, Corea del Nord va començar a desenvolupar aquest míssil en 1987.
Han transcendit molt pocs detallis sobre les especificacions tècniques de l'enginy; fins i tot el nom "Taepodong-2" és una designació aplicada per les agències de notícies internacionals, suposant que és el successor del Taepodong-1. La primera etapa del TD-2 probablement usa un motor de combustible líquid (combustible T-185 i oxidant AK-27I) i la segona etapa presumiblement utilitzi la tecnologia del míssil de curt abast Nodong. Depenent de l'abast, la càrrega benvolguda podria ser d'uns 700 a 1.000 kg, fent-ho útil per a càrregues convencionals, càrregues ABQ i satèl·lits artificials. No obstant això, atès que Corea del Nord no ha demostrat encara que pugui construir un vehicle espacial que sigui capaç de reentrar en l'atmosfera, es dubta que els TD-2 puguin llançar-se amb càrregues reals en un futur proper.

## Llançaments
Les proves balístiques del 5 de juliol de 2006 es van efectuar des de les instal·lacions de Musudan-ri. D'acord amb els informes preliminars, el míssil va fallar en ple vol i va explotar als 40 segons després del llançament. Perquè no fos derrocat pels sistemes de defensa japonès o nord-americà, i poder així fer un seguiment millor de la prova balística, Corea del Nord va llançar també dues Nodong-2, de curt abast, al costat del Taepodong-2.
Els tres míssils van ser vigilats per un míssil de creuer guiat pertanyent a EUA. Els sistemes de detecció marítims van estar desactivats, i segons la Marina no van ser activats a cap moment. La principal raó va ser la fallada del Taepodong-2, que va interrompre el seu vol. Fuentes de la Marina van afirmar, de forma no oficial, que l'enginy nord-coreà hauria estat derrocat si hagués suposat alguna amenaça per al Japó o qualsevol altre país. Els oficials d'EE.UU. creuen que el Taepodong-2 estava configurat per posar un satèl·lit en òrbita, i no per a una prova balística.
Les fallades durant les proves dels nous sistemes de llançament de míssils no són excepcionals; el primer vol del Ariane 5 va fallar, igual que el del Falcon 1. El primer llançament del Minuteman va ser un èxit, però el segon i la cambra van fallar.
Finalment, i després de les modificacions tècniques oportunes, una nova variant del Taepodong-2, sota la denominació civil d'Unha-3, no va aconseguir posar amb èxit un satelite de reconeixement el 12 de desembre de 2012.

## Controvèrsia
El juny de 2006, els serveis d'intel·ligència d'EE.UU. van alertar que, probablement, Corea del Nord estava planejant una sèrie de proves balístiques del seu míssil. No se sabia la data exacta del llançament, ni tampoc si l'objectiu era un simple vol de prova o un intent de posar un satèl·lit en òrbita.
Estats Units i Japó van acordar que considerarien l'aplicació de sancions al règim nord-coreà si les proves es portaven finalment a cap, ja que suposaria una violació de la declaració de Pionyang, un acord entre Kim Jong-il i Jun'ichirō Koizumi pel qual Corea del Nord es comprometia a no llançar míssils de llarg abast. Posteriorment, des del centre de proves de míssils en Musudan-ri, a Corea del Nord; es van llançar altres dos míssils de prova (dels quals se sap, usaven mòduls propulsors del model "Nodong"). L'endemà passat es va revelar el mòdul de reemplaçament "Bailung stpo 2" que se suposa tindria un abast de 10.000 km, per la qual cosa el seu ús balístic és probable, podent arribar a afectar milions de persones en el seu hipotètic llançament.[cita 
El 5 de juliol de 2006, la intel·ligència nord-americana va informar del llançament d'altres set míssils, sent almenys un d'ells un Taepodong-2, el qual es creu que va fallar als 40 s de ser llançat. El lloc de llançament es creu que va poder ser 40° 50′ 49.66″ N, 129° 37′ 42.59″ E / 40.8471278°N,129.6284972°E /, Musudan novament.